# 东京铁塔
东京铁塔（日语：／ Tōkyō tawā */?，中文亦譯為東京塔），正式名称為日本電波塔（／ Nippon denpatō），是位於日本東京芝公園的一座電波塔。建於1958年。高332.9公尺（1,092 英尺），是日本第二高的結構物，僅次於東京晴空塔。該塔結構以巴黎艾菲爾鐵塔為範本而建造，漆成白色和國際橙色，以符合航空安全法規。
东京铁塔自完工以來即成為東京著名地標與觀光景點，並經常出現在和東京有關的大量流行作品及文化等，其設施的主要收入來源是旅遊業和天線租賃。共有超過1.5億人參觀了這座塔。FootTown是一座位於塔樓正下方的四層建築，並設有博物館、餐廳和商店設施，旅客可從此處搭乘電梯參觀兩個觀景台。兩層的大展示場（以前稱為主觀景台）高150公尺（490 英尺），而較小的頂層展示場（以前稱為“特別觀景台”）則高達249.6公尺（819 英尺）。东京铁塔每五年重新粉刷一次，需要一年的時間才能完成。
1961年，發射天線被添加到塔铁塔上用於廣播和電視廣播，現在依然為包括日本广播协会、TBS電視台和富士電視台等日本媒體播放信號。

## 概要
东京铁塔由建筑师內藤多仲与日建設計株式會社共同設計。高332.6米，较艾菲尔铁塔的324米高出8.6米，较东京天空树矮301.4米，比广州塔矮267.4米，是世界第三高的自立式铁塔，重4,000吨，与重7,300吨的艾菲爾铁塔相比重量大幅减轻，開工於1957年6月29日，1958年10月14日竣工，12月7日正式公开，12月23日举行竣工仪式，开始了正式营业。三分之一用於建塔的鋼鐵，來自韓戰時美軍的坦克廢鐵。
东京铁塔在150米处设有大瞭望台，249.9米处设有特別瞭望台，可一览東京都内景色，晴朗之日可远眺富士山。铁塔正下方建有四层的东京铁塔楼，除设置了通往展望台的出入口外，还设有東京铁塔水族館和各種纪念品小卖铺。
東京鐵塔的顏色為紅白相間，並不是因為日本國旗，而是因為航空交通管制規定以利辨識的緣故。近年來大眾的景觀要求提升，鐵塔不再有顏色限制，但原有的塗裝極具特色，就這樣保留下來。灯光照明則由世界著名照明设计师，石井干子设计主持，照明时间为日落到午夜。灯光颜色随季節变化，夏季为白色，春、秋、冬季为橙色。
該塔除主要用於发送电视、電台等各種廣播訊號外、还在大地震发生时发送JR列車停止信号，兼有航标、風向風速测量、温度测量等功能。由於日本的類比電視播送於2011年7月24日終止，由數位電視取而代之，為改善收訊品質，從2013年5月31日起改由位於東京墨田區、標高634公尺的東京晴空塔取代東京鐵塔承擔的廣播訊號發射功能，東京鐵塔則成為備援之訊號發射站點。
塔頂的天線曾於2011年3月11日受東日本大震災影響而彎曲，修復工程於2012年2月1日開始，在修復期間東京鐵塔的高度曾被暫時截短為315公尺，最終於2012年8月3日修復完成，並恢復成原來的高度。2012年7月10日，東京鐵塔在修復塔頂時，在301公尺處發現一顆破舊的棒球，但是在非常高的地方出現球很怪異，所以將其稱為「謎之球」，後續該球被放在大展示場展示。2013年5月15日宣布，設置在東京鐵塔下長達半個世紀之久的“南極樺太犬群像雕塑”的搬遷工作正式開始。
東京鐵塔的所有及營運機構為「株式會社TOKYO TOWER」（株式会社TOKYO TOWER），1957年成立時名為「日本電波塔株式會社」（日本電波塔株式会社），在2018年12月23日適逢東京鐵塔開業60周年之際更名為「株式會社東京鐵塔」（株式会社東京タワー），至2019年10月1日又以羅馬字改為現名。

## 广播电视信号传送
- 1.特別瞭望台
- 2.大瞭望台
- A: VHF類比電視信号天线（NHK、民间放送、放送大学）
- B: UHF數位電視信号天线（NHK、民间放送）
- C: UHF東京MX电视信号天线　※類比、數位同時
- D: VHF数码音声信号天线
- E: 調頻廣播天线
- F: 微波中转设备天线

### 模拟信号设备
铁塔建立之初，模拟信号送信所设立在第五层，出于安全理由，不对外开放，各电视台信号设备（送信机）概要如下：
| 电视台名       | 呼号    | 频道 | 天线功率（kW）  | 有效辐射功率（kW） |
| -------------- | ------- | ---- | --------------- | ------------------ |
| NHK綜合頻道    | JOAK-TV | 1    | 图像50/声音12.5 | 图像240/声音60     |
| NHK教育頻道    | JOAB-TV | 3    | 图像50/声音12.5 | 图像270/声音69     |
| 日本电视台     | JOAX-TV | 4    | 图像50/声音12.5 | 图像370/声音94     |
| TBS電視台      | JORX-TV | 6    | 图像50/声音12.5 | 图像380/声音95     |
| 富士电视台     | JOCX-TV | 8    | 图像50/声音12.5 | 图像370/声音92     |
| 朝日电视台     | JOEX-TV | 10   | 图像50/声音12.5 | 图像370/声音91     |
| 東京電視台     | JOTX-TV | 12   | 图像50/声音12.5 | 图像370/声音93     |
| 東京都會電視台 | JOMX-TV | 14   | 图像10/声音2.5  | 图像17/声音4.2     |
| 放送大學學園   | JOUD-TV | 16   | 图像50/声音12.5 | 图像330/声音81     |

以上台的信号天线都位于特別展望台之上的最顶部，排列顺序如下：NHK综合频道、NHK教育频道（以上兩台共用）、朝日电视台、富士电视台、TBS電視台、日本电视台（以上两台並列）、東京電視台、放送大学（以上皆为广域信号，仅NHK教育频道为全国播出）。MX电视台因信号范围限于東京都内，信号天线处在较低的位置。
模拟电视信号已于2011年7月24日停播。
| 广播台名 | 呼号    | 周波数（MHz） | 天线功率（kW） | 有效辐射功率（kW） |
| -------- | ------- | ------------- | -------------- | ------------------ |
| TOKYO FM | JOAU-FM | 80.0          | 10             | 125                |
| InterFM  | JODW-FM | 89.7          | 10             | 13                 |

| 广播台名    | 呼号    | 周波数（MHz） | 天线功率（kW） | 有效辐射功率（kW） |
| ----------- | ------- | ------------- | -------------- | ------------------ |
| NHK调频广播 | JOAK-FM | 82.5          | 5              | 11                 |

以上广播台的信号发射天线位于特別瞭望台下方，排列顺序为NHK、TFM、放送大学。此外的InterFM位于125m的大瞭望台上方相对较低的位置。

### 地面数码信号设备
关于地面数码信号送信天线的設置场所，多摩地区、上野地区、秋葉原地区都曾有提案。但是由于服务范围以及航路等因素的影响，最终还是设定在东京铁塔。为此，自2003年12月开始，增设了如下对应關東地区空中数码信号的送信设备。

#### 空中数码信号送信机
大瞭望台下放加盖有送信设备室。设置送信机占用其中2层，上层是NHK的2波与地面数码音声信号的实用化试验用送信机，下层为民間放送的5台的送信机，都會電視台为单独设置，放送大学也有设置；由於放送大學於2018年10月30日起改為全面衛星廣播，該等發射設備已於同日起停用。
| 指定遥控按钮 | 电视台名        | 呼号     | 频道 | 天线功率 | 最大有效辐射功率 | 播送對象地域                            | 使用用户   |
| ------------ | --------------- | -------- | ---- | -------- | ---------------- | --------------------------------------- | ---------- |
| 1            | NHK東京综合频道 | JOAK-DTV | 27ch | 10kW     | 48kW             | 關東地方 （栃木县、茨城縣和群马县除外） | 約1400万户 |
| 2            | NHK東京教育频道 | JOAB-DTV | 26ch | 10kW     | 48kW             | 日本全国播送                            | 約1400万户 |
| 4            | 日本电视台      | JOAX-DTV | 25ch | 10kW     | 48kW             | 關東地方                                | 約1400万户 |
| 5            | 朝日电视台      | JOEX-DTV | 24ch | 10kW     | 48kW             | 關東地方                                | 約1400万户 |
| 6            | TBS电视台       | JORX-DTV | 22ch | 10kW     | 48kW             | 關東地方                                | 約1400万户 |
| 7            | 東京电视台      | JOTX-DTV | 23ch | 10kW     | 48kW             | 關東地方                                | 約1400万户 |
| 8            | 富士電視台      | JOCX-DTV | 21ch | 10kW     | 48kW             | 關東地方                                | 約1400万户 |
| ※局名為略称  |                 |          |      |          |                  |                                         |            |

#### 空中数码信号天线
特別瞭望台与模拟信号天线部分之間，设置了直径13m、高12m的圆筒形天线。这是「3素子型2L双圈天线5段15面4系統」，構成圈型天线的部分安置成10段30面。上层涂成红色的5段为3波，下层白色5段为4波。
另外，“富士广播”的天线位于特別瞭望台下。此天线在安装的时候，因为重量有所增加，使得铁塔不得不加固铁骨，支撑重量。

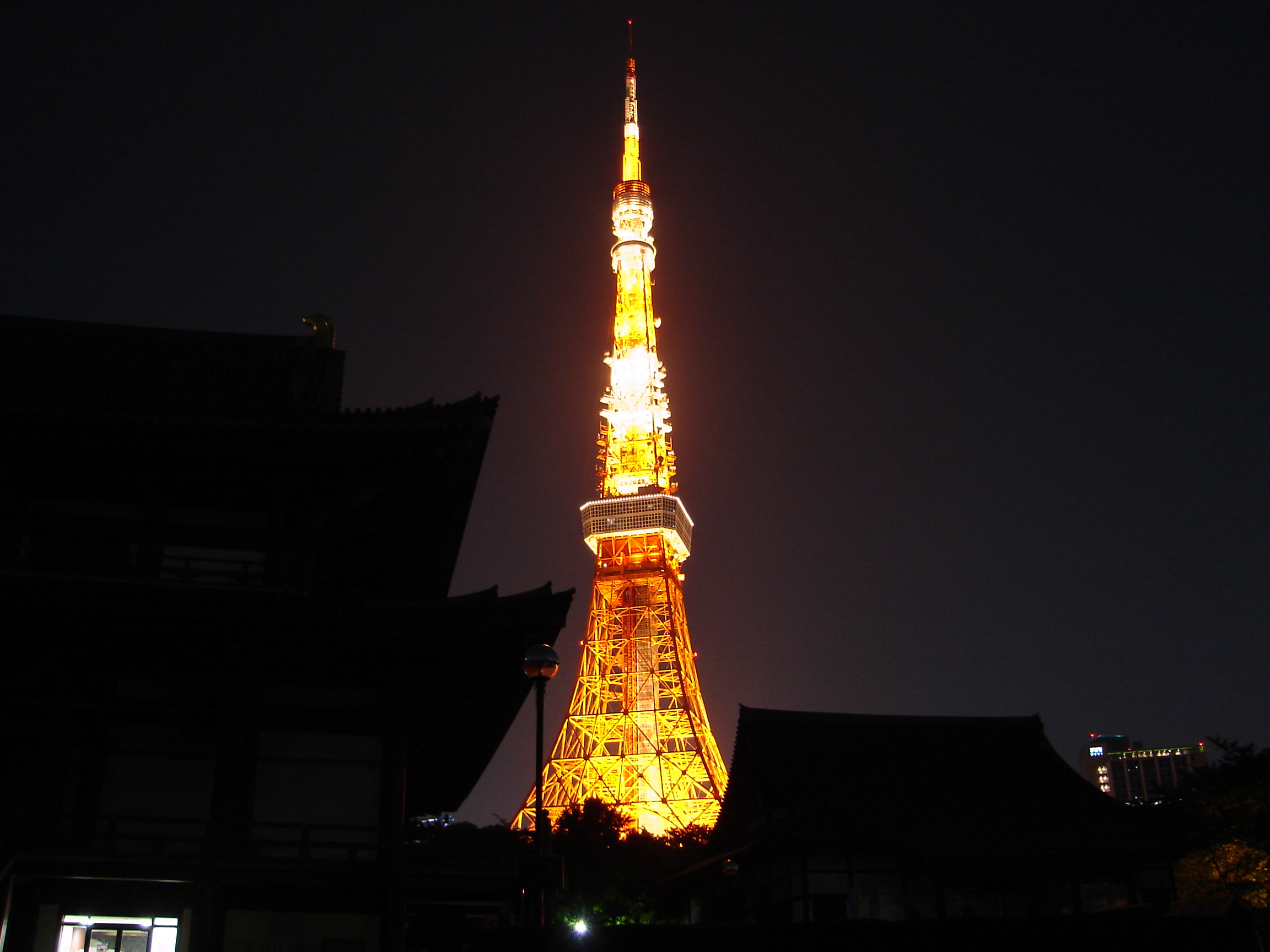
东京铁塔夜景（2005年）
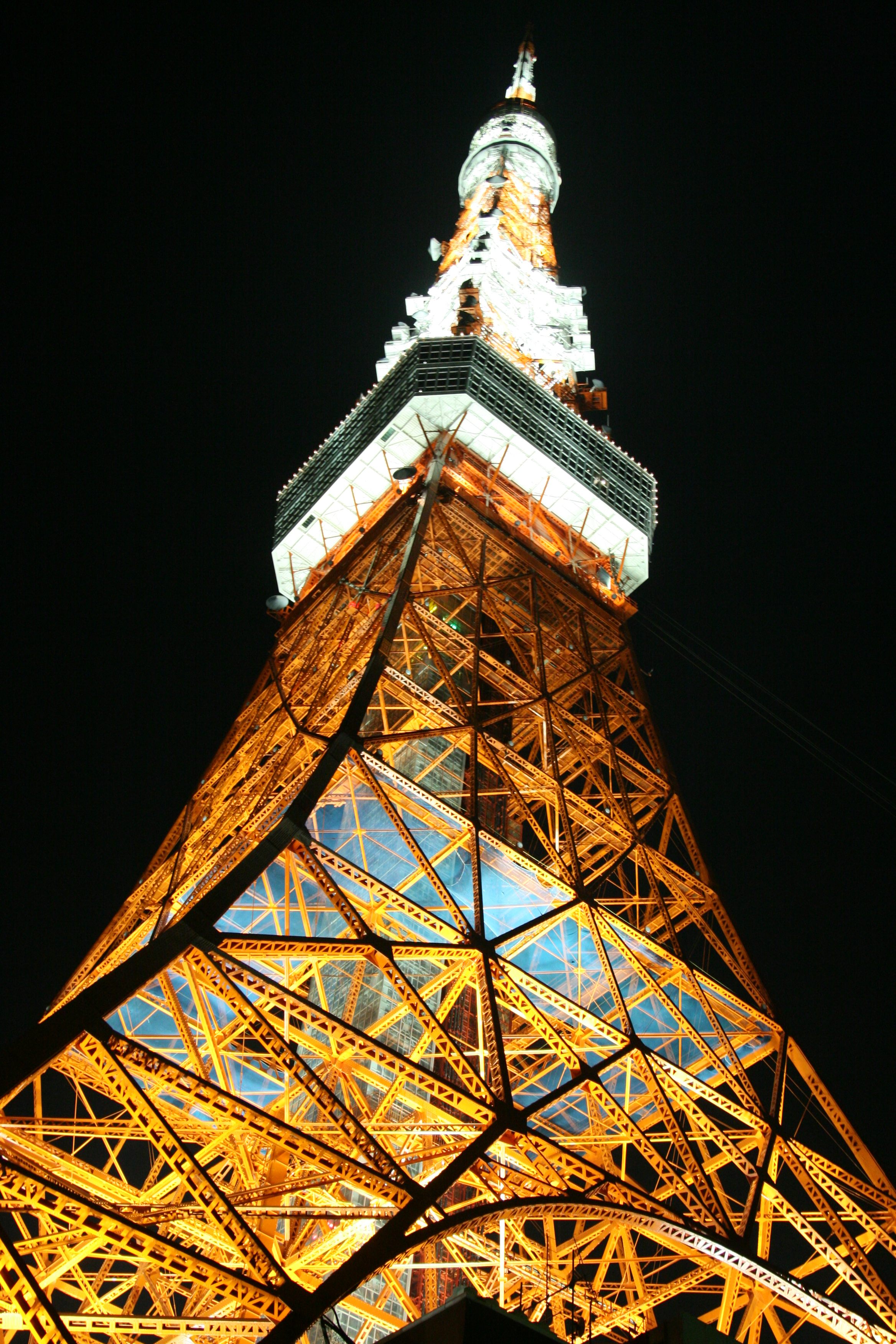
东京铁塔近景（2008年）
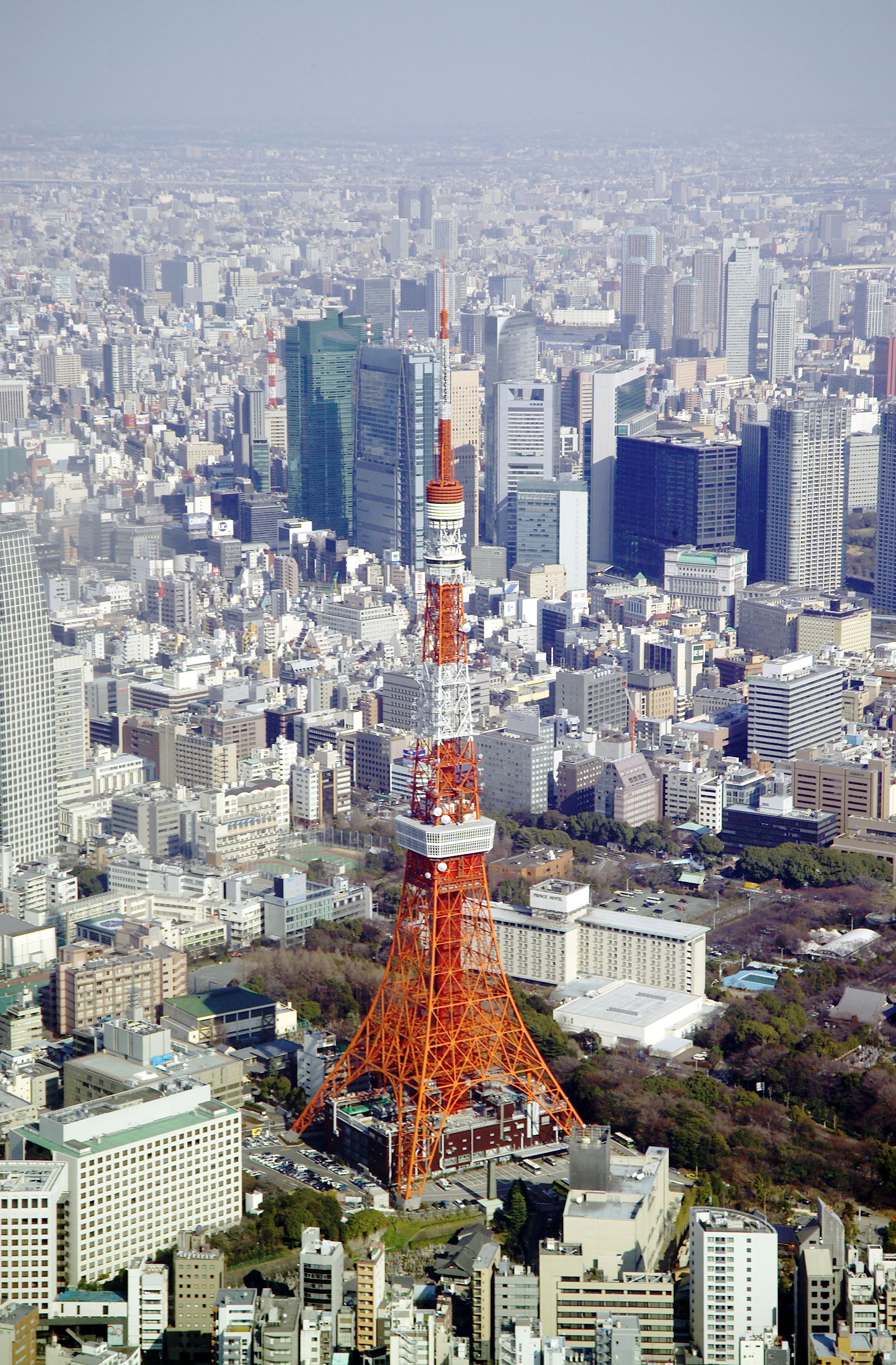
東京鐵塔及港區芝公園周圍
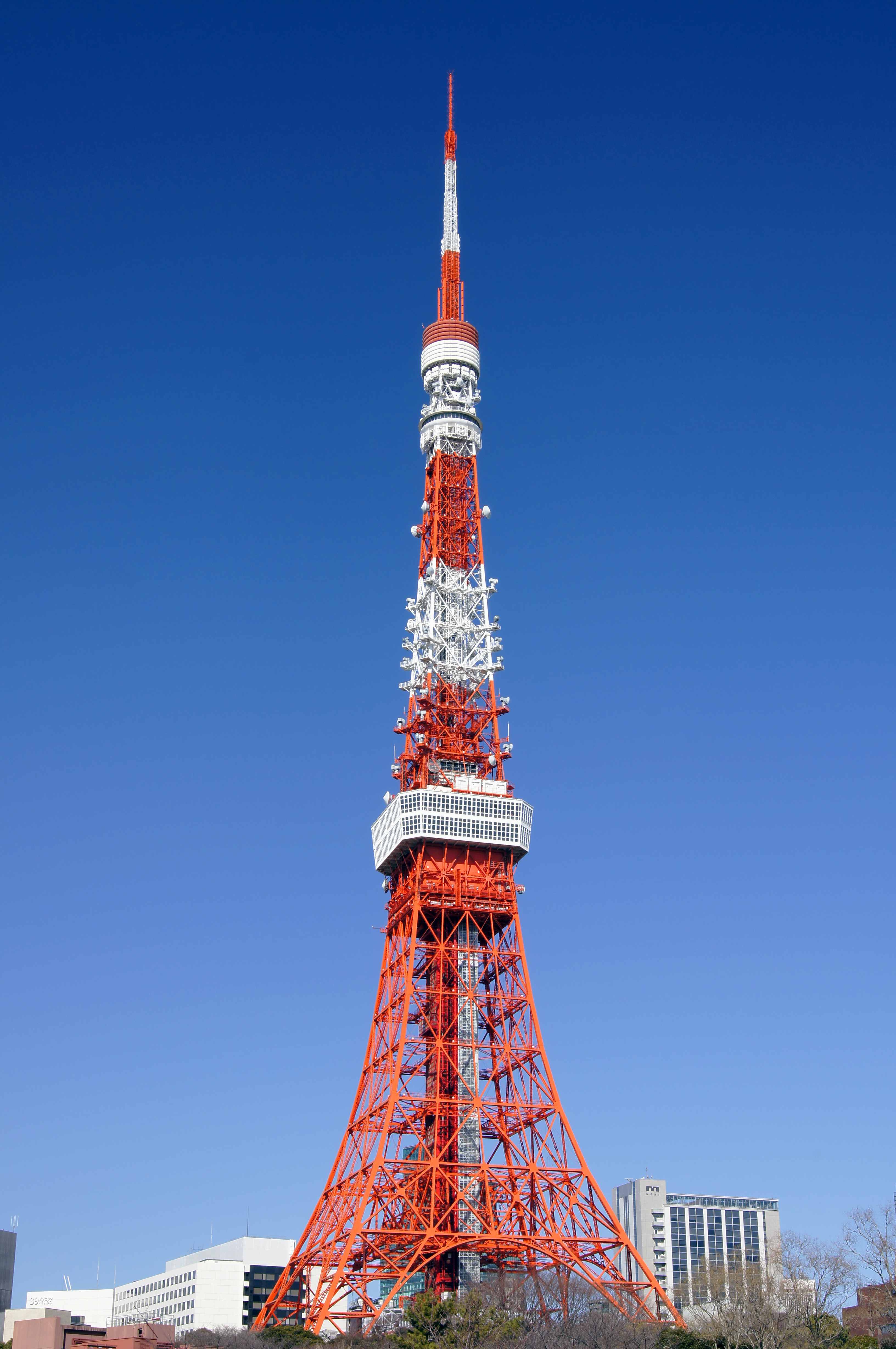
東京鐵塔（2011年）
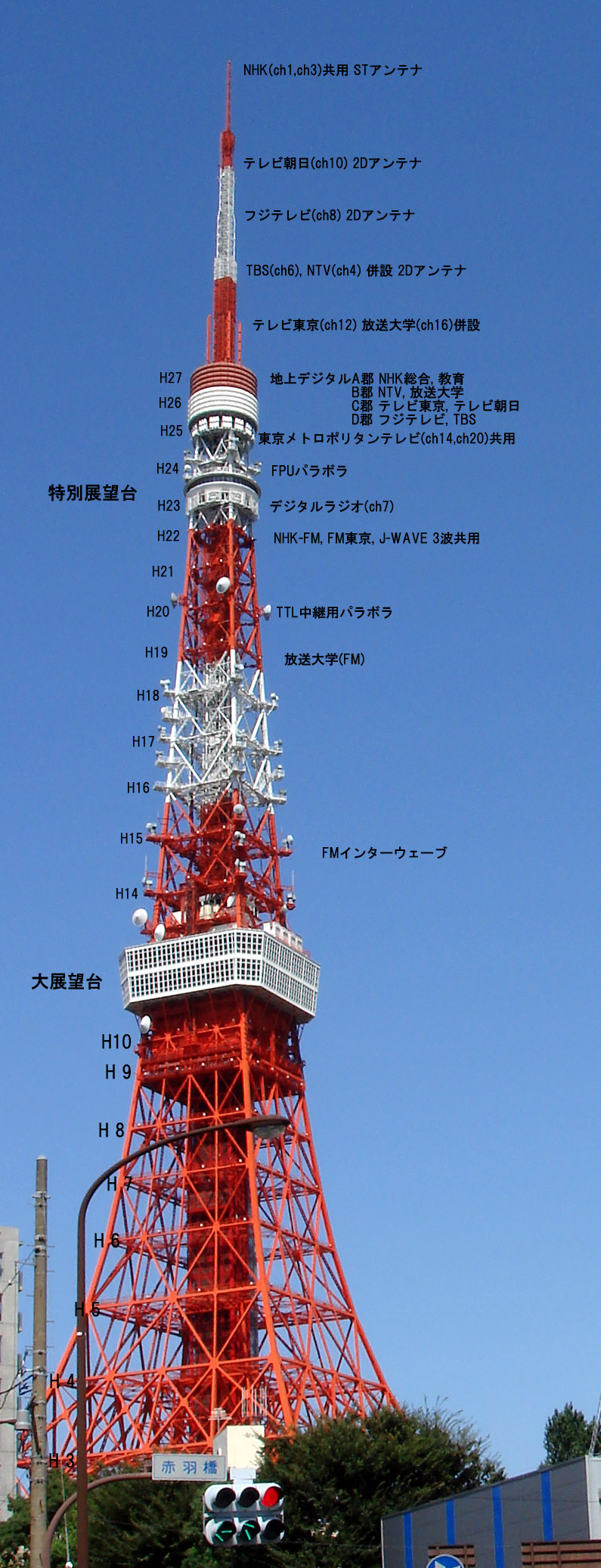
設置配置（2010年）
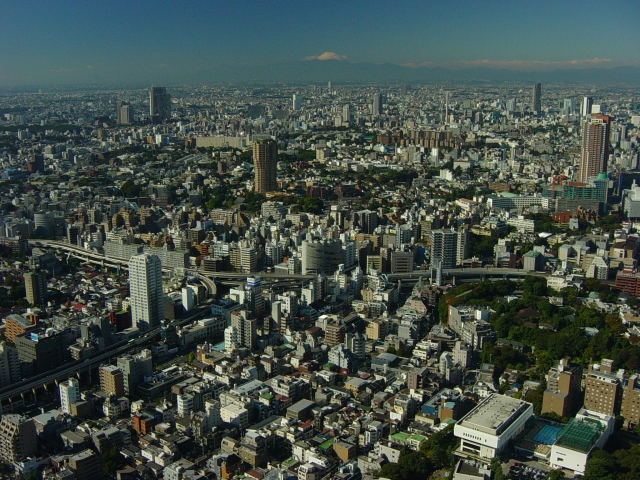
从塔上往富士山方向俯瞰（2002年）
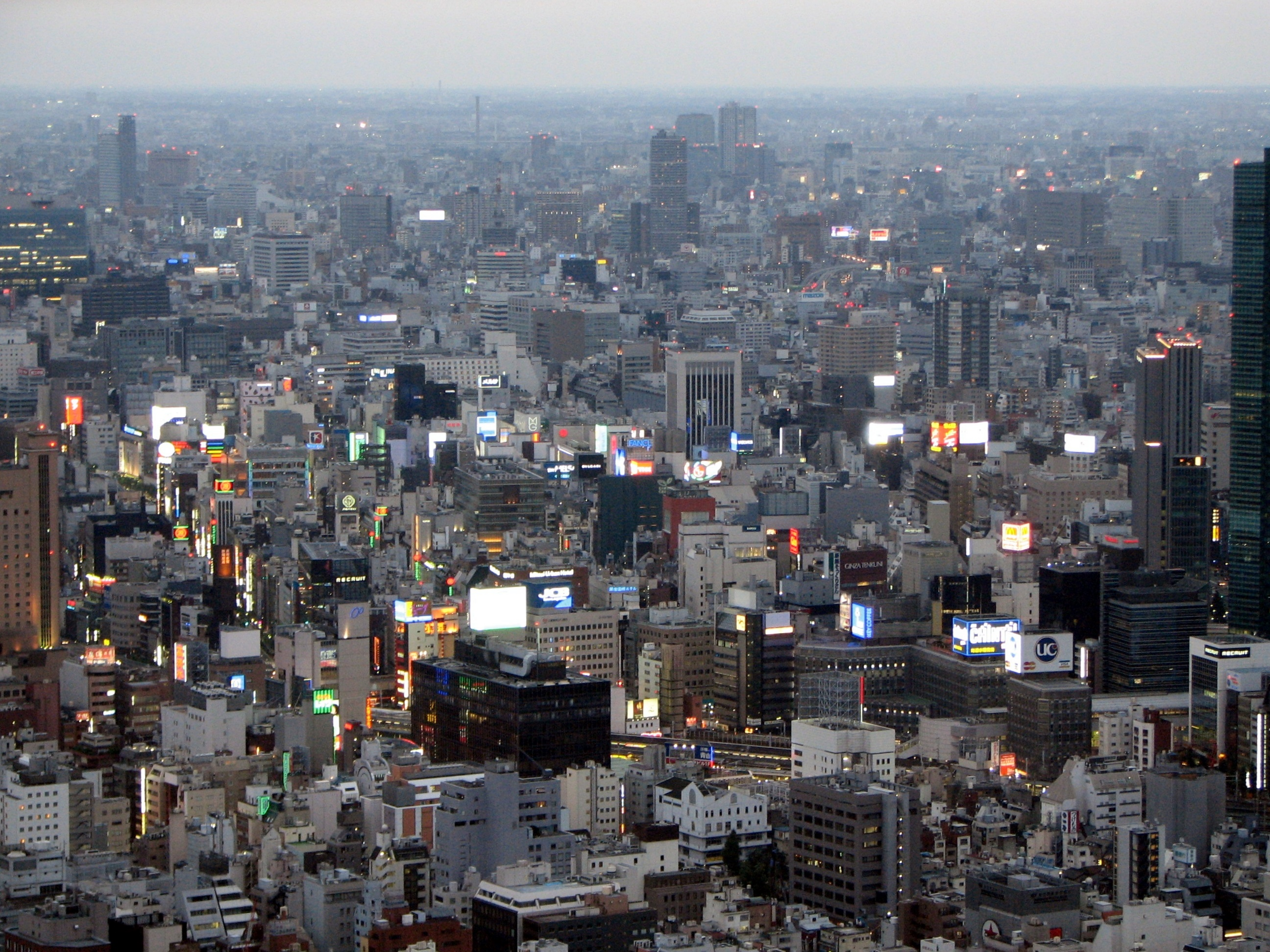
从塔上往銀座方向俯瞰（2006年）
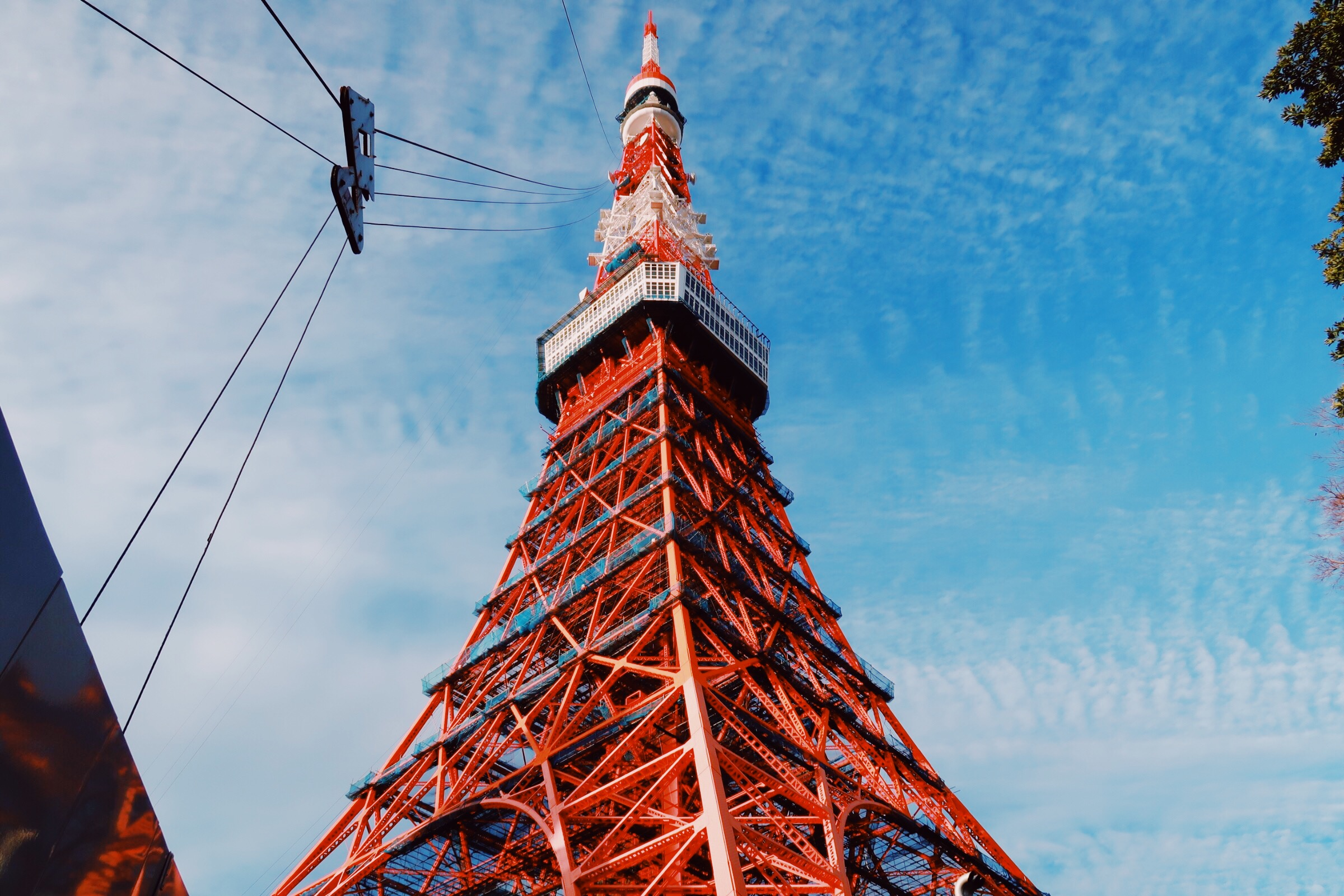
2018年正在修缮中的东京塔（一侧不开放参观）
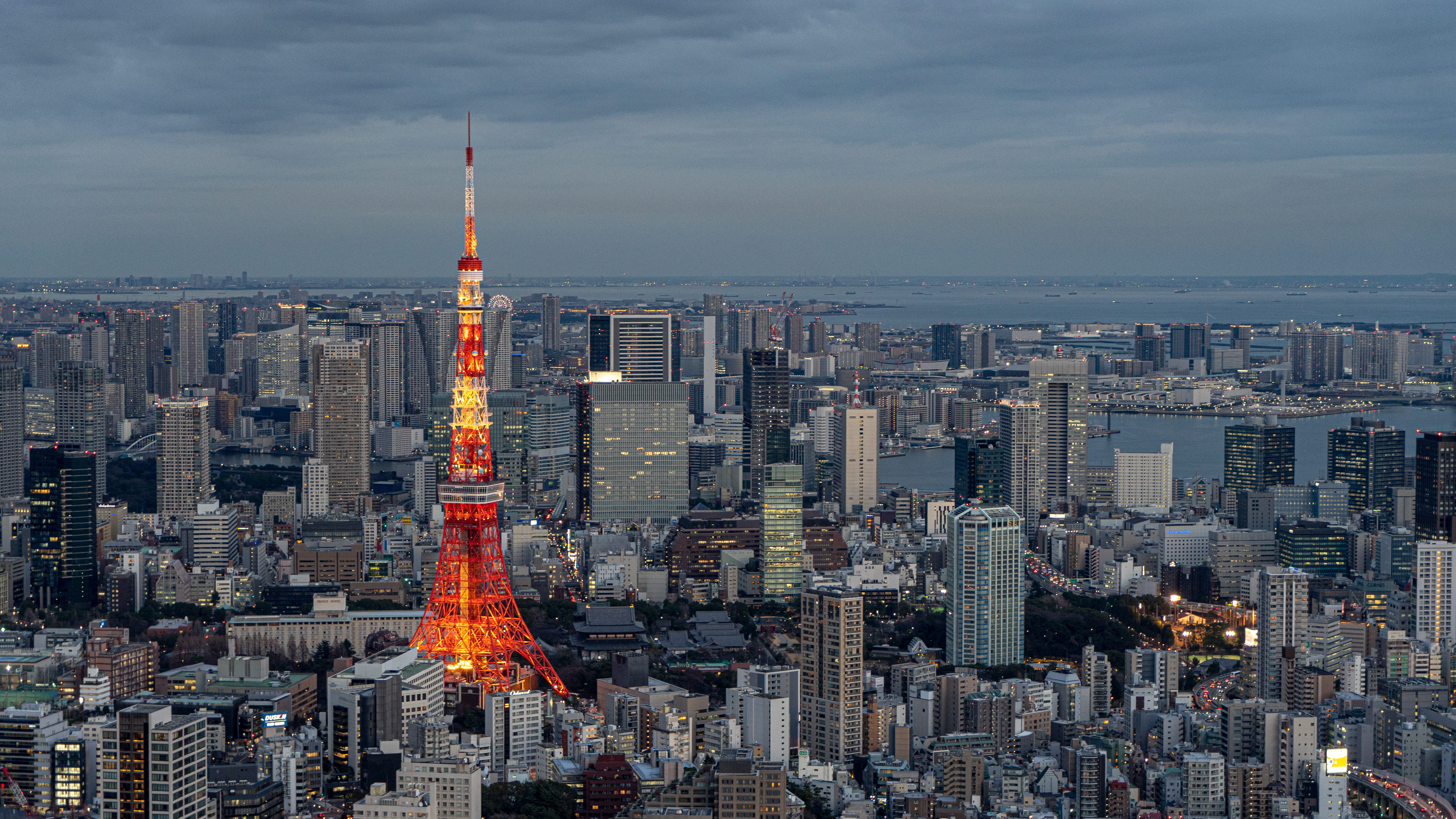
从六本木Hills露天展望台拍摄的东京塔及周边（2020年）
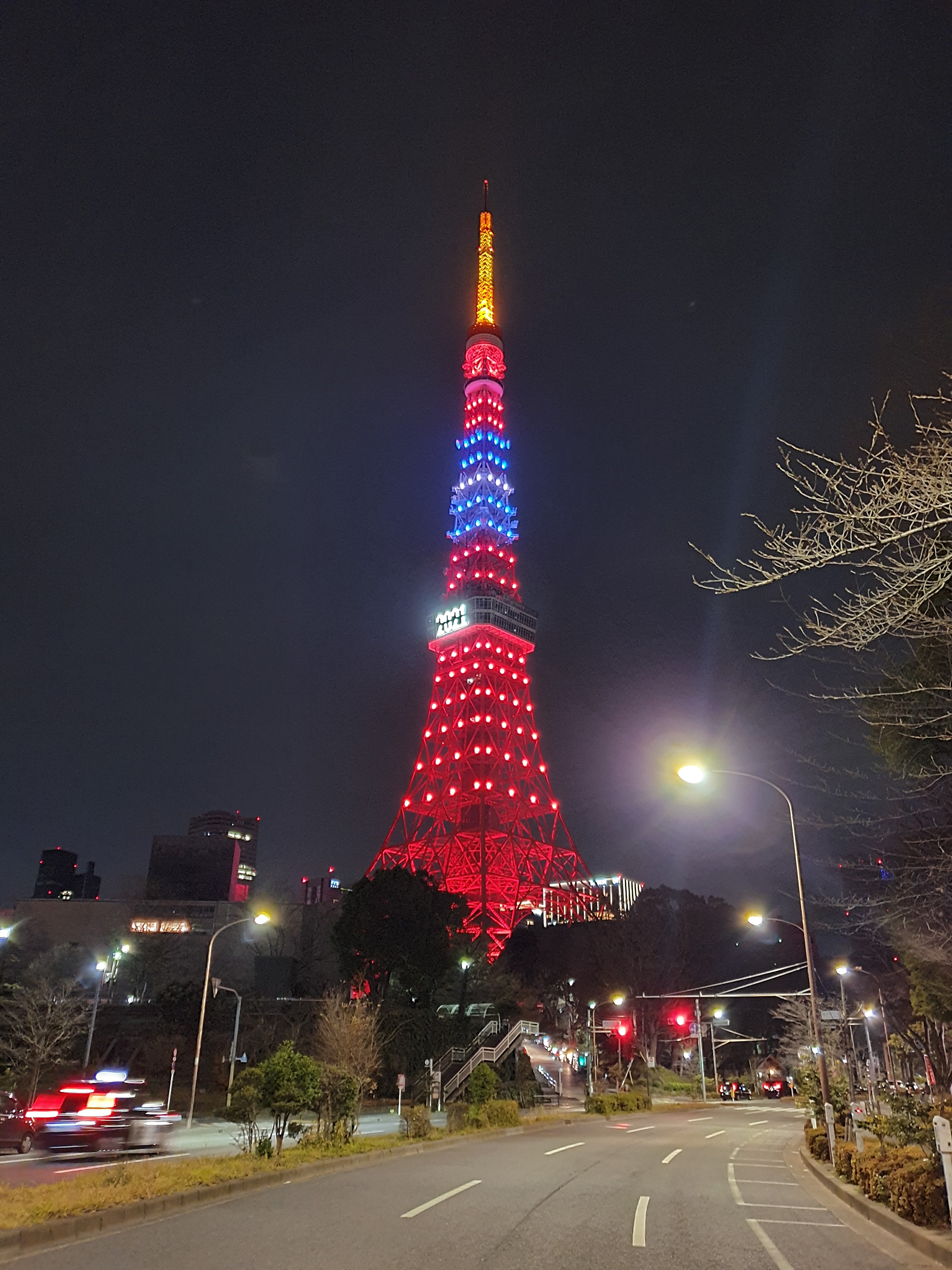
台灣色彩（2021年）

### 特別計劃
- 「天之川光之祭」

「天之川光之祭」是東京鐵塔為七夕特別策劃的祭典。2015年，東京鐵塔打造「藍色螢光天梯」成璀璨銀河與夏夜星空來慶祝祭典。
- 2019年2月4日，东京时间18:30，为庆祝2019年农历除夕夜，东京塔下千余只气球从500名小朋友手中放飞，紧接着东京塔点亮红色。中国驻日本大使程永华出席了当天的点灯仪式并致辞。[12]